# The Dovells

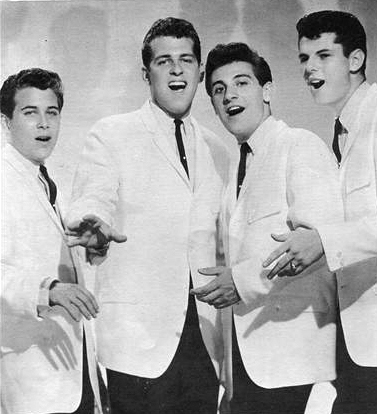
The Dovells, 1962.

The Dovells var en amerikansk vokal musikgrupp. Den bildades 1957 i Philadelphia, Pennsylvania och namnet var först The Brooktones. Gruppens ledare var Len Borisoff, som snart blev mer känd som Len Barry. 1960 bytte gruppen namn i och med att man fick kontrakt på Cameo-Parkway Records.
The Dovells slog igenom 1961 med låten "Bristol Stomp" som nådde andraplatsen på Billboard Hot 100-listan. De medverkade även på flera av bolagskollegan Chubby Checkers inspelningar. Gruppen hade sedan mindre framgång 1962 med låtarna "Bristol Twistin' Annie" och "Hully Gully Baby" innan de 1963 åter fick en stor hit med "You Can't Sit Down". Låten blev även framgångsrik i Sverige med några veckor på Tio i topp. Len Barry lämnade gruppen 1963 och inledde en till en början framgångsrik solokarriär 1965 med hitlåten "1-2-3". The Dovells fortsatte sedan som en trio under resten av 1960-talet och spelade även in musik under namnet The Magistrates. Två av medlemmarna har fortsatt hållit igång gruppen sedan dess.